# Charles Léon Ungemach

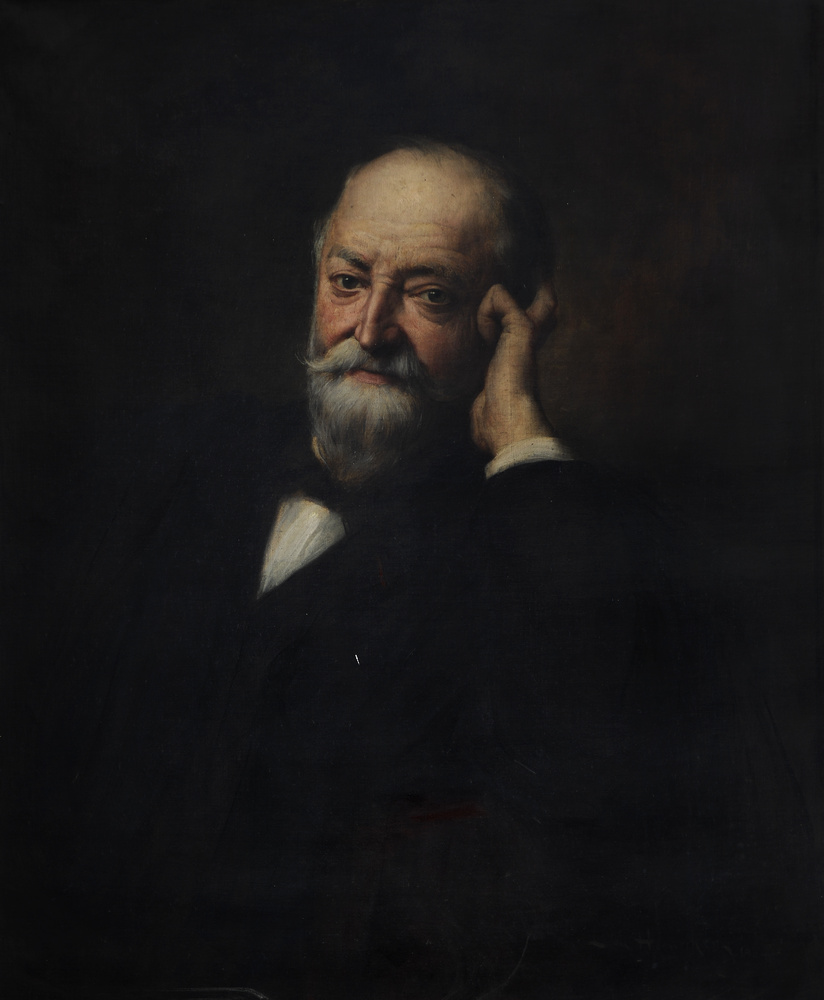
Charles Léon Ungemach, 1904 (Gemälde von Léon Hornecker)

Charles Léon Ungemach (* 19. September 1844 in Straßburg; † 7. Januar 1928 ebenda) war ein elsässischer Industrieller und Landtagsabgeordneter.

## Leben
Charles Léon Ungemach, der katholischer Konfession war, besuchte das Collège Saint-Arbogast und das Lycée impériale in Straßburg. Er heiratete Marie Élisabeth Himly (1856–1935). Seine Tochter Suzanne Élisabeth (1880–1974) heiratete den Unternehmer und späteren Lokalpolitiker Maurice Fernand Herrenschmidt. Eine andere Tochter, Jeanne, heiratete 1913 den späteren Präsidenten der evangelisch-lutherischen Kirche Robert Hoepffner. Sein Sohn Henri Léon Ungemach (1879–1936) wurde Ingenieur.
Er war Direktor der Ungemach A.S. elsässischen Konservenfabrik (Société Alsacienne d'Alimentation) in Straßburg. Das Unternehmen, das aus dem väterlichen Lebensmittelgeschäft entstanden war, war ein bedeutender Arbeitgeber in Straßburg. Für seine Arbeiter legte er 1923 als Arbeitersiedlung die Cité Jardin Ungemach in Straßburg an.
Er war seit 1879 Mitglied der Handelskammer Straßburg und dort seit 1911 Vizepräsident. Nachdem er langjähriger Präsident der Warenbörse der Stadt gewesen war, wurde er deren Ehrenpräsident.
Politisch engagierte er sich seit 1904 als Gemeinderat in Straßburg. 1911 wurde er als Vertreter der Handelskammer Straßburg zum Mitglied der ersten Kammer des Landtags gewählt, der er von 1911 bis 1918 angehörte.

## Gartenstadt (Cité-jardin) Ungemach

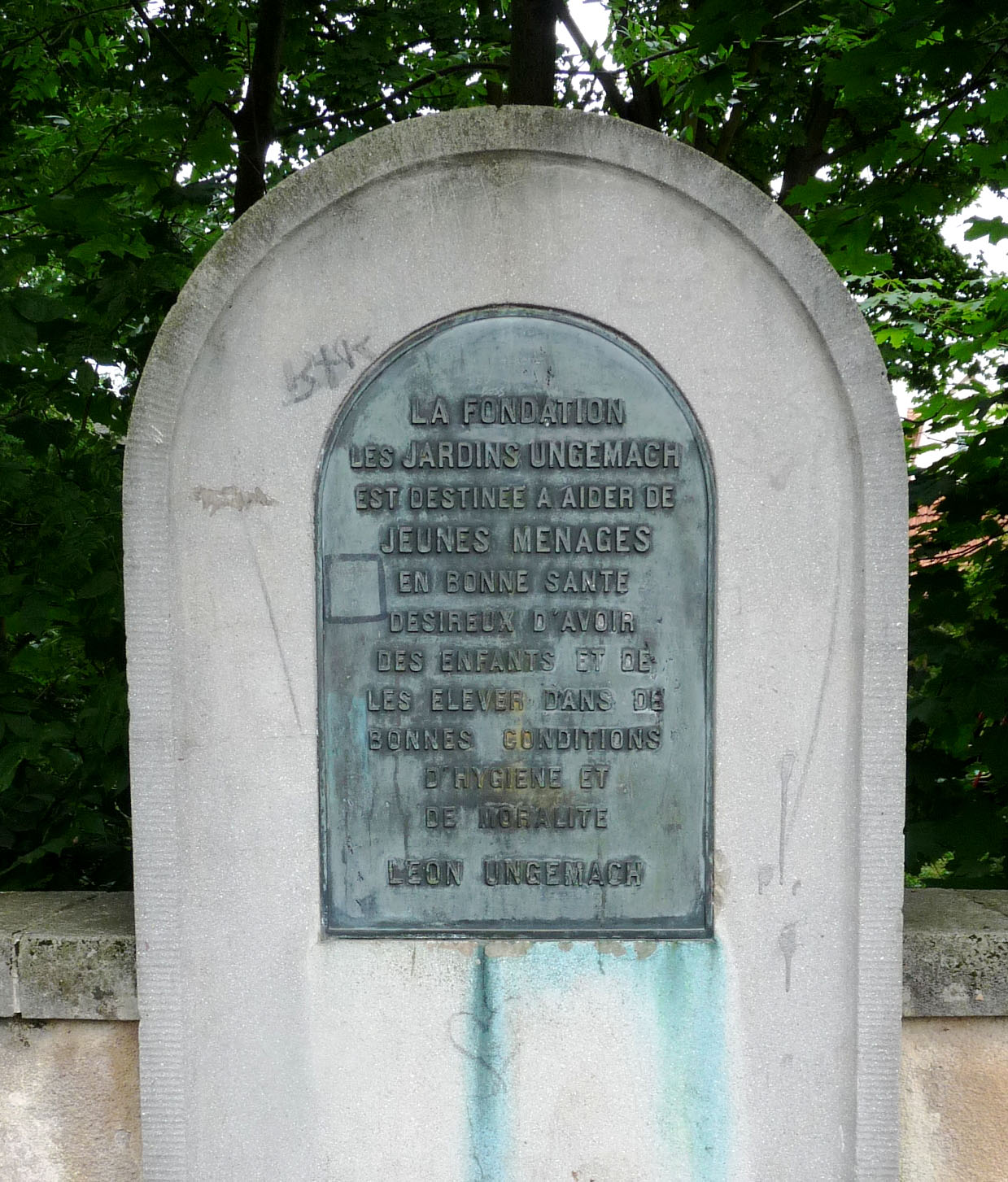
Stele in der Cité-jardin Ungemach

Charles Léon Ungemach war ein Pionier in der betrieblichen Sozialpolitik. Für seine Mitarbeiter wurden Betriebsrestaurants, ein Krankenhaus und eine Bibliothek geschaffen und Sommerlager für die Kinder der Mitarbeiter angeboten. Um 1900 führte er eine Gewinnbeteiligung der Mitarbeiter ein.
Nach dem Ersten Weltkrieg schuf er eine Stiftung, die eine Gartenstadt umsetzen sollte. Auf einer Fläche von 12 Hektar Land wurden Gärten und Arbeiterhäuser angelegt. Eine Stele in der Anlage zitiert einen Satz aus der Schenkungsurkunde vom 7. Januar 1920:

„La Fondation des jardins Ungemach est destinée à de jeunes ménages en bonne santé, désireux d'avoir des enfants et de les élever dans de bonnes conditions d'hygiène et de moralité. Léon Ungemach
 deutsch: Die Stiftung der Ungemach-Gärten soll dem Ziel dienen, dass hier junge Familien gesund aufwachsen, den Wunsch nach Kindern zu schaffen und das Niveau der hygienischen Bedingungen und der Moral zu heben. Léon Ungemach“

Die Kriterien für eine Wohnung waren damals, dass die Paare verheiratet und die Frauen nicht berufstätig waren. Heute werden die Wohnungen an junge Familien mit Kindern oder Kinderwunsch vergeben.
Die Arbeiterhäuser im Cité-jardin Ungemach wurden vom Architekten Sorg entworfen. 1950 fiel die Anlage gemäß den Statuten der Stiftung an die Stadt Straßburg.
Die wohltätige Stiftung wird heute kritisch bewertet wegen der Intention von Ungemach und seinem Ratgeber Alfred Dachert (1875–1972). Sie waren überzeugte Eugeniker und wollten mit dieser Siedlung einen „moralisch besseren Menschen“ erschaffen.

## Ehrungen
Die Rue Léon Ungemach in Schiltigheim ist nach ihm benannt.